# NGC 7587
NGC 7587 é uma galáxia espiral barrada (SBab) localizada na direcção da constelação de Pegasus. Possui uma declinação de +09° 40' 49" e uma ascensão recta de 23 horas, 17 minutos e 59,1 segundos.
A galáxia NGC 7587 foi descoberta em 5 de Outubro de 1864 por Albert Marth.